# Obsessed (canção de Olivia Rodrigo)
"Obsessed" é uma canção escrita pela cantora americana Olivia Rodrigo, lançada na edição deluxe do álbum Guts (2024), sendo lançada como single em 22 de março de 2024.